# Carlo Rossi (architetto)
Carlo Domenico Rossi, russificato in Karl Ivanovič Rossi (in russo Карл Иванович Росси?; Napoli, 29 dicembre (18 dicembre del calendario giuliano) 1775 – San Pietroburgo, 18 aprile (6 aprile del calendario giuliano) 1849), è stato un architetto e urbanista italiano naturalizzato russo.
Visse e lavorò a San Pietroburgo, plasmando con la propria opera il volto di questa città, dove introdusse un neoclassicismo più energico di quello dei suoi predecessori, diventando uno dei principali rappresentanti del neoclassicismo russo, e riuscì a incarnare nelle sue opere architettoniche gli ideali romantici del potere imperiale russo dopo la vittoria dell'impero zarista su Napoleone Bonaparte nel 1812, divenendo il massimo esponente dell'architettura impero-russa.

## Biografia
Carlo Rossi nacque a Napoli il 29 dicembre 1775, figlio del ballerino e maestro di ballo italiano Domenico (Giandomenico) Rossi e della ballerina tedesca Gertrude Ablöscher-Rossi, che portò Carlo con sé in Russia, dov'era stata invitata ad esibirsi.
Alla morte del padre, Gertrude si risposò con il famoso ballerino e coreografo Charles Le Picq.
In Russia, durante la sua giovinezza, cominciò a formarsi nello studio dell'architetto Vincenzo Brenna. Nel 1795 venne arruolato al servizio del Collegio di architettura dell'Ammiragliato, organo supremo per l'amministrazione della Marina imperiale russa e dei cantieri navali dell'Impero russo. Come assistente di Brenna si presume che partecipò alla costruzione del castello di San Michele a San Pietroburgo.
Dal 1802 al 1803 Rossi studiò in Italia e nel 1806 ottenne il titolo di architetto. Nel 1808 fu a Mosca, dove costruì la chiesa neogotica di Santa Caterina del monastero dell'Ascensione nel Cremlino (oggi non più esistente) e un teatro di legno situato in piazza Arbatskaja, che fu raso al suolo durante l'invasione napoleonica della Russia. Fu premiato con l'Ordine di San Vladimiro di IV grado e nel 1809 fu impegnato nel rifacimento del Palazzo dei Viaggi della Ekaterina Pavlovna Romanova a Tver'. Nel 1814 ottenne il grado di consigliere collegiale e nel 1815 tornò a San Pietroburgo, dove dal 1816 fece parte del Comitato di sorveglianza delle opere pubbliche e private istituito dallo zar Alessandro I.
Carlo Rossi fu l'architetto che caratterizzò più di ogni altro il periodo del neoclassicismo russo, le cui opere furono l'ultima grande espressione del neoclassicismo in Russia.
Il suo principale settore di attività consisteva nell'edificazione di complessi architettonici urbani. San Pietroburgo, in gran parte grazie a lui, divenne il centro di un enorme impero, i cui zar erano orgogliosi delle loro vittorie su Napoleone Bonaparte. I suoi progetti posseggono una combinazione armoniosa tra forme architettoniche, sculture allegoriche e tecniche costruttive innovativevome, ad esempio, soffitti metallici.
Gli edifici di Rossi sono caratteristici dello stile impero, che unisce grandiosità con nobile semplicità. Questi includono: il Palazzo Michajlovskij (1817-1825), ora sede del Museo Russo, opera improntata alla grandiosità dello spazio e della forma, che segue uno schema palladiano, ma il linguaggio è quello neoclassico, per il granduca Michail Pavlovič Romanov, fratello dello zar, il Palazzo di Elagin con la serra e i padiglioni (1816-1818), i Palazzi del Senato e Sinodo (1829-1833), il secondo edificio della Biblioteca Nazionale Russa che si affaccia su piazza Alexandrinskaya, i padiglioni di Palazzo Aničkov. Altra grande realizzazione fu la sistemazione della Piazza del Palazzo e la costruzione del Palazzo dello Stato Maggiore, un immenso edificio a esedra, aperto al centro da un gigantesco arco trionfale. Dal 1828 al 1832 Rossi fu impegnato in un progetto ancora più grandioso, la realizzazione del Teatro Aleksandrinskij con l'omonima via.
Altri edifici da lui progettati ed edificati sono, tra i più importanti, la piazza Ostrovskij, la piazza delle Arti, la biblioteca della reggia di Pavlovsk. A Tallinn eresse la cattedrale dei Santi Pietro e Paolo. Uno degli ultimi edifici di Rossi fu il campanile del monastero di Yurevskogo, vicino a Velikiy Novgorod.

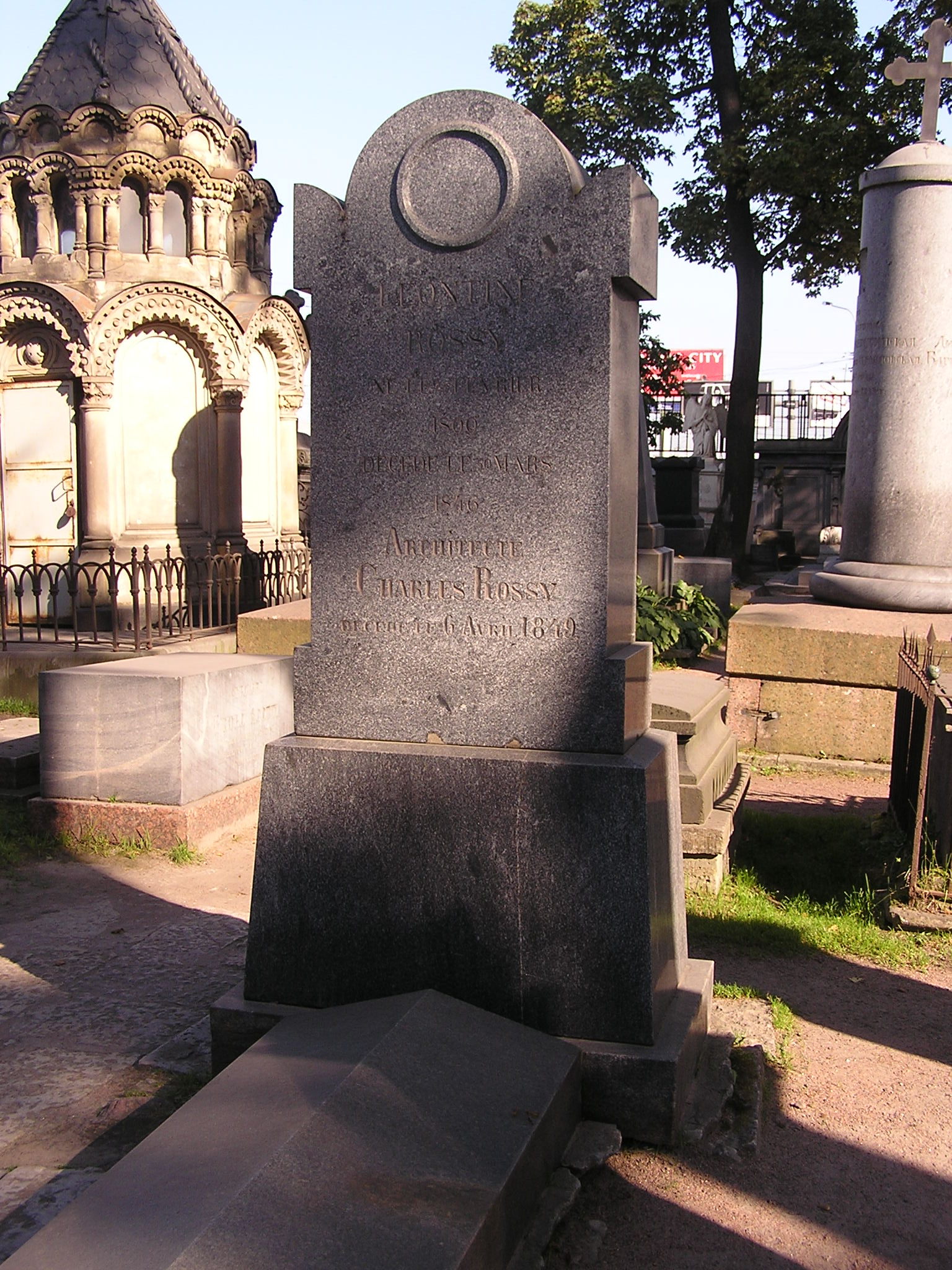
La tomba al cimitero Tichvin

Entranto in conflitto con l'ambiente di corte di Nicola I di Russia, Rossi si dimise dalla carica di architetto imperiale nel 1832 e il 18 aprile 1849 morì di colera a San Pietroburgo, venendo sepolto nel cimitero di Volkov. Durante il periodo sovietico venne riseppellito nel cimitero Tichvin del monastero di Aleksandr Nevskij di San Pietroburgo, dove si può ancora vedere la sua tomba..

## Famiglia
Carlo Rossi si sposò due volte.

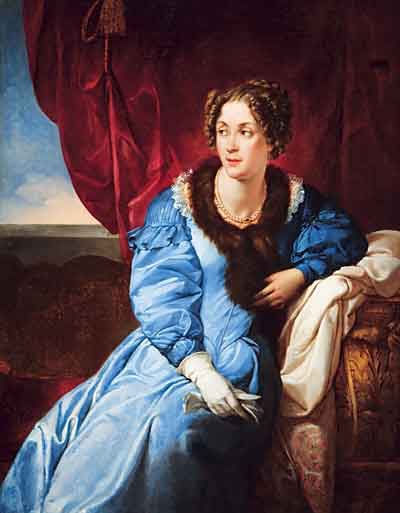
Ritratto di Sofia Andersen, seconda moglie di Carlo Rossi, 1830

La prima moglie fu l'italiana Anna Paulsen (morta nel 1821), da cui ebbe:
- Alessandro (1817—1842) — architetto laureato all'Accademia russa di belle arti, morto di tubercolosi.
- Michele (1819—1865) — funzionario del Ministero degli affari esteri, assessore di Collegio, morto di febbre tifoide.
- Carlo (nato nel 1820) — maggior generale, dal 1866 comandante del 19º battaglione di fanteria di riserva del Reggimento granatieri del re Federico Guglielmo III di San Pietroburgo; prestò servizio nel Regno di Polonia.
- Zinaida (1820—1890) — si sposò tre volte e durante il matrimonio con il tenente comandante Aleksandr L. Tikhanovich, suo primo marito, Michail Jur'evič Lermontov fu il loro testimone.[9]

Nel 1822 sposò la svedese Sofia Elena Leontina Andersen (1800-1846), da cui ebbe:
- Leone (nato nel 1822) — tenente comandante nella Flotta del Baltico, in pensione dal 1851.
- Maria (1827—1906) — moglie dell'ingegnere Apollon Nikolaevich Mickevich, fratello del senatore Arkady Nikolaevich Mitskevich.
- Sofia (1832—1908) — moglie del tenente colonnello Michail Konstantinovich Kirichenko-Astromov.
- Caterina (1832—1905)
- Nicola (1833—1869) — Capitano d'esercito, prestò servizio a Varsavia, in pensione dal 1867.
- Leontina (1837—1841) — morta di scarlattina.

## Stile architettonico
Le prime opere di Rossi, realizzate a San Pietroburgo - come il Palazzo dell'imperatrice vedova Maria Feodorovna sull'isola Elagin - di dimensioni molto modeste - risalgono alla tradizione delle ville rurali palladiane e solo successivamente, nei nuovi progetti urbanistici, Carlo Rossi si dimostrò come un artista di straordinaria portata, ridisegnando audacemente interi isolati di San Pietroburgo.
L'eredità dell'architetto Rossi è collegata, prima di tutto, alla creazione di uno stile artistico originale: il cosiddetto stile Impero russo, che incarnava le idee del potere imperiale russo dopo la vittoria nella guerra patriottica del 1812 e dove l'ideologia del romanticismo nazionale fu combinata con l'estetica e le forme artistiche dello stile Impero francese.
In ogni caso, non tutti gli storici dell'architettura russa riconoscono la definizione di "stile Impero russo". Infatti lo stile individuale di Carlo Rossi è più morbido, più pittoresco di quello dei suoi omologhi francesi Percier e Fontaine, e allo stesso tempo più audace, più ampio, più spaziale.  Nei grandiosi insiemi creati da Rossi a San Pietroburgo, c'è il rigore del vero classicismo, una varietà di motivi palladiani e il pathos dello spazio, caratteristico della mentalità barocca.
La natura multicomponente di questo stile fu il motivo per cui l'architettura di Carlo Rossi e della sua scuola si rivelò transitoria, aprendo la strada a ricerche stilistiche nel periodo dello storicismo e dell'eclettismo della metà e seconda metà dell'Ottocento. In generale, a differenza dei francesi, lo "stile Impero" di San Pietroburgo si rivelò compositivamente più vario e spazialmente pittoresco.
Undici piazze e dodici strade del centro cittadino furono realizzate secondo i progetti di Carlo Rossi diffondendo la sensazione che San Pietroburgo fosse stata ricostruita. L'architetto italiano scoprì un modo speciale per combinare tradizioni diverse, che riuscirono a soddisfare le esigenze di questa nuova ideologia che si stava formando in Russia negli anni 1820 e 1830. Pertanto, il genio sensibile di Rossi ha cercato di creare non solo una varietà russa dello stile Impero, ma una sorta di "super-stile", flessibile e diversificato, che ha permesso di risolvere molti problemi di ensemble. A poco a poco, come risultato dei primi esperimenti, anche con gli stili "russo" e "gotico", Rossi ottenne la necessaria libertà plastica, risultando in una speciale audacia del pensiero compositivo e nel "dispiegamento del suo stile impero italo-russo sulle vaste distese del centro ancora incompiuto di San Pietroburgo”.
Questo metodo si è rivelato in grado di combinare tutti gli stili precedenti e non a caso il pittore, architetto e storico dell'arte Igor' Ėmmanuilovič Grabar' definì Carlo Rossi “l'ultimo grande architetto d'Europa”

## Opere

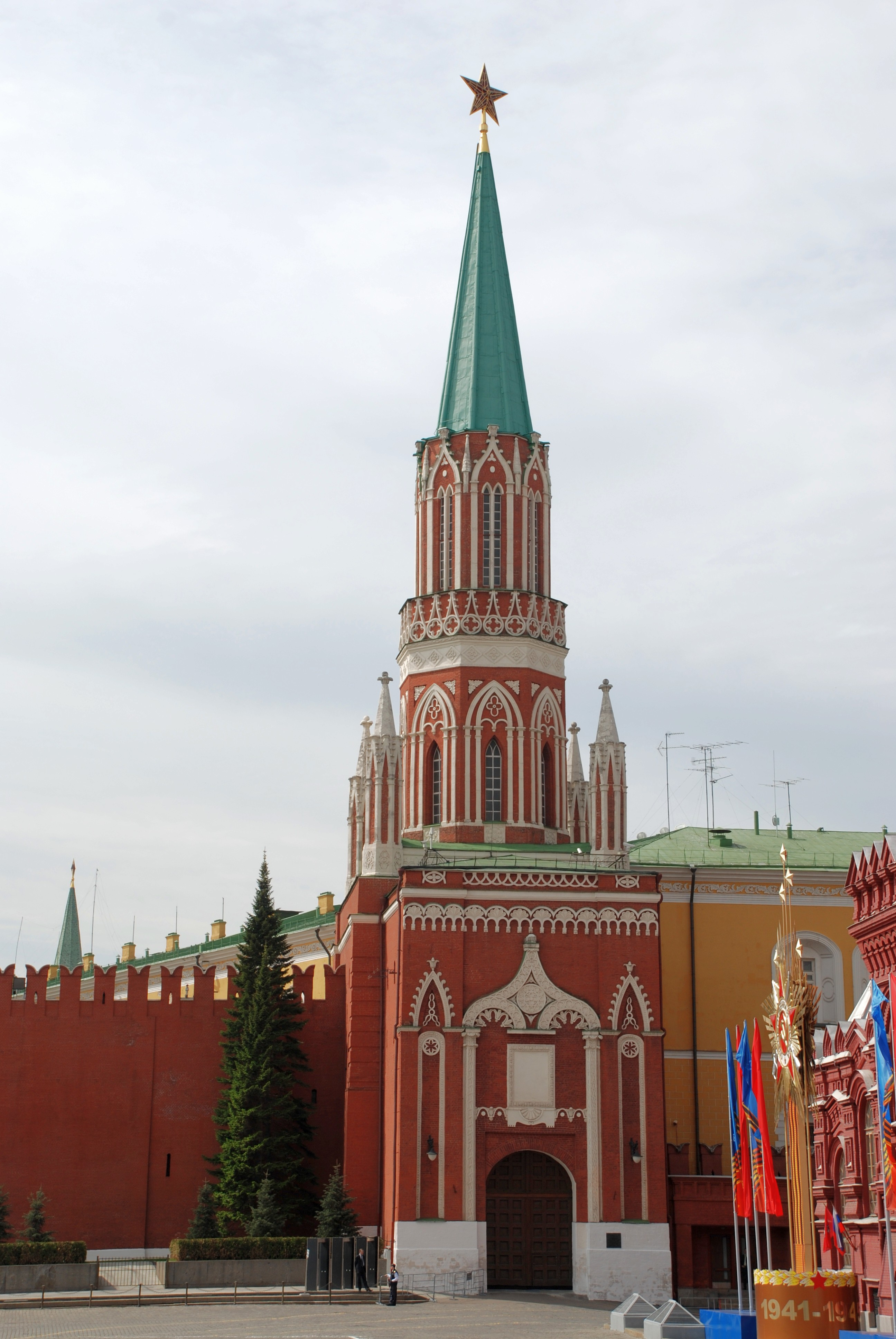
La torre Nikol'skaja del Cremlino

### Russia
Mosca
- Teatro di legno in Piazza Arbatskaja (1806 - bruciato nel 1812)
- Chiesa di Santa Caterina del Convento dell'Ascensione nel Cremlino (1808), non più esistente
- Torre Nikol'skaja nel Cremlino

Oblast' di Tver'

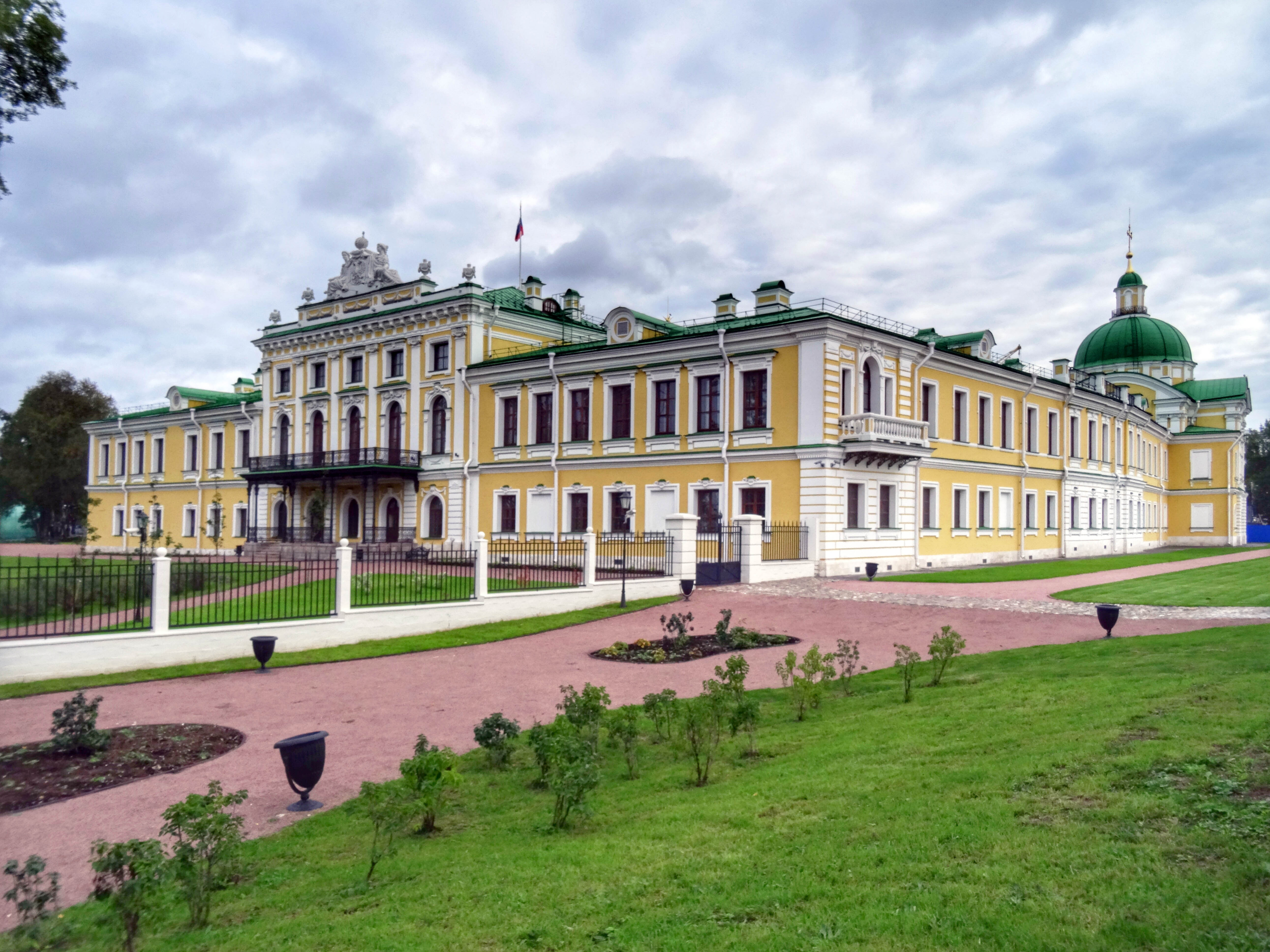
Palazzo dei Viaggi

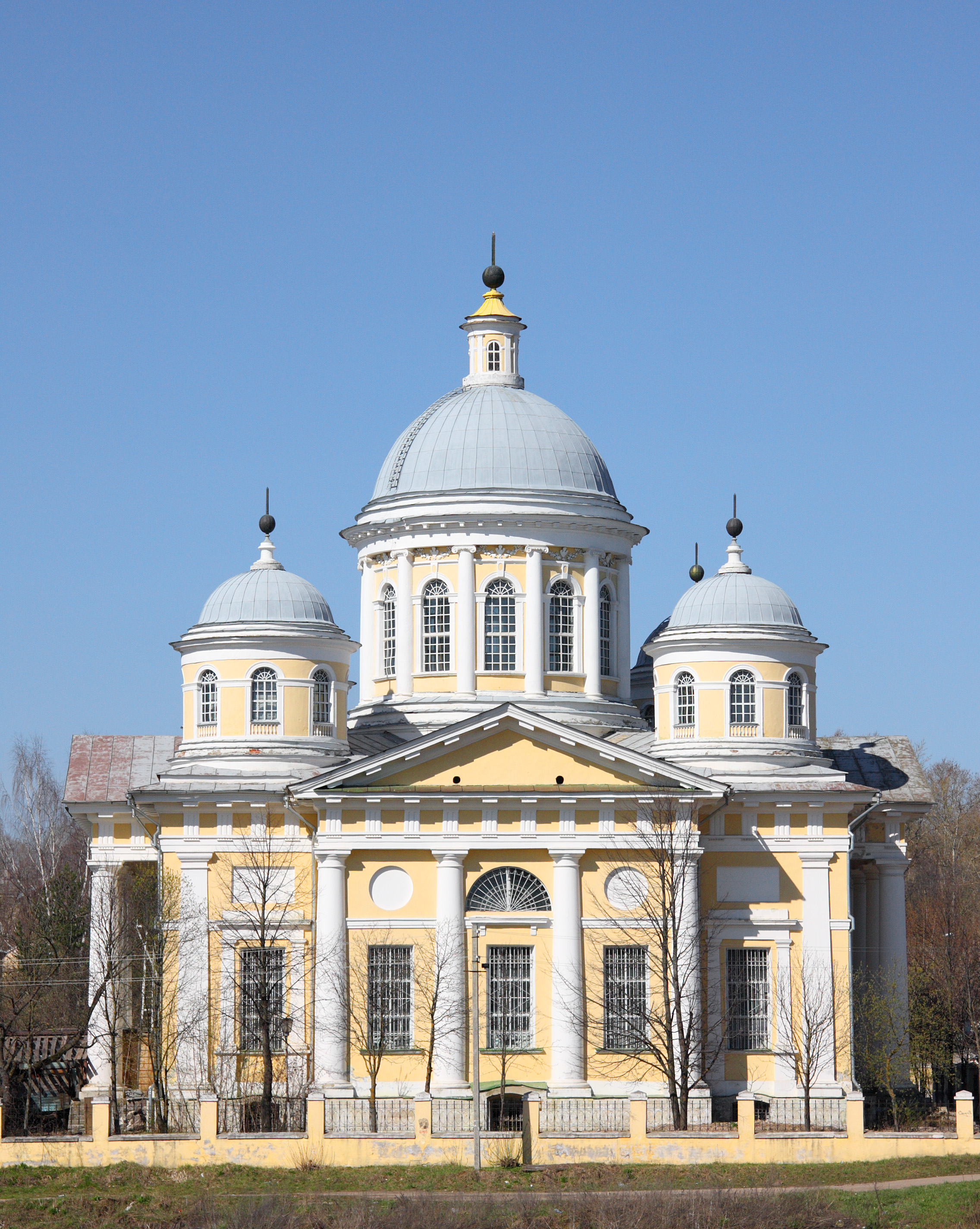
Cattedrale della Trasfigurazione del Salvatore

- Ricostruzione del Palazzo dei Viaggi a Tver' (1809)
- Cattedrale del Monastero della Natività a Tver' (1814-1820)
- Cattedrale della Trasfigurazione del Salvatore a Toržok (1814-1822)

Velikij Novgorod

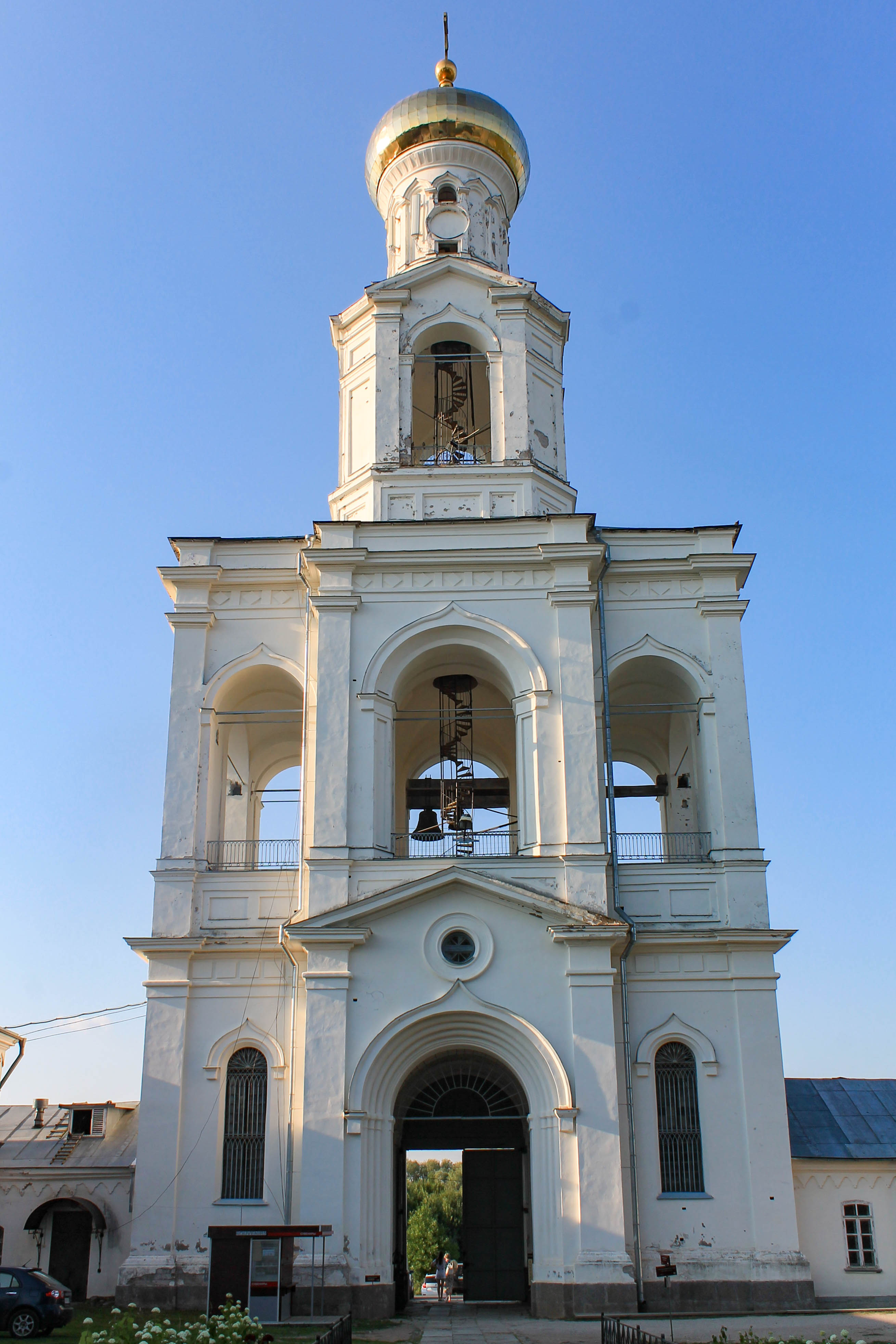
Campanile del Monastero di Yuryev, patrimonio dell'umanità

- Campanile del Monastero di Yuryev (1841)

San Pietroburgo

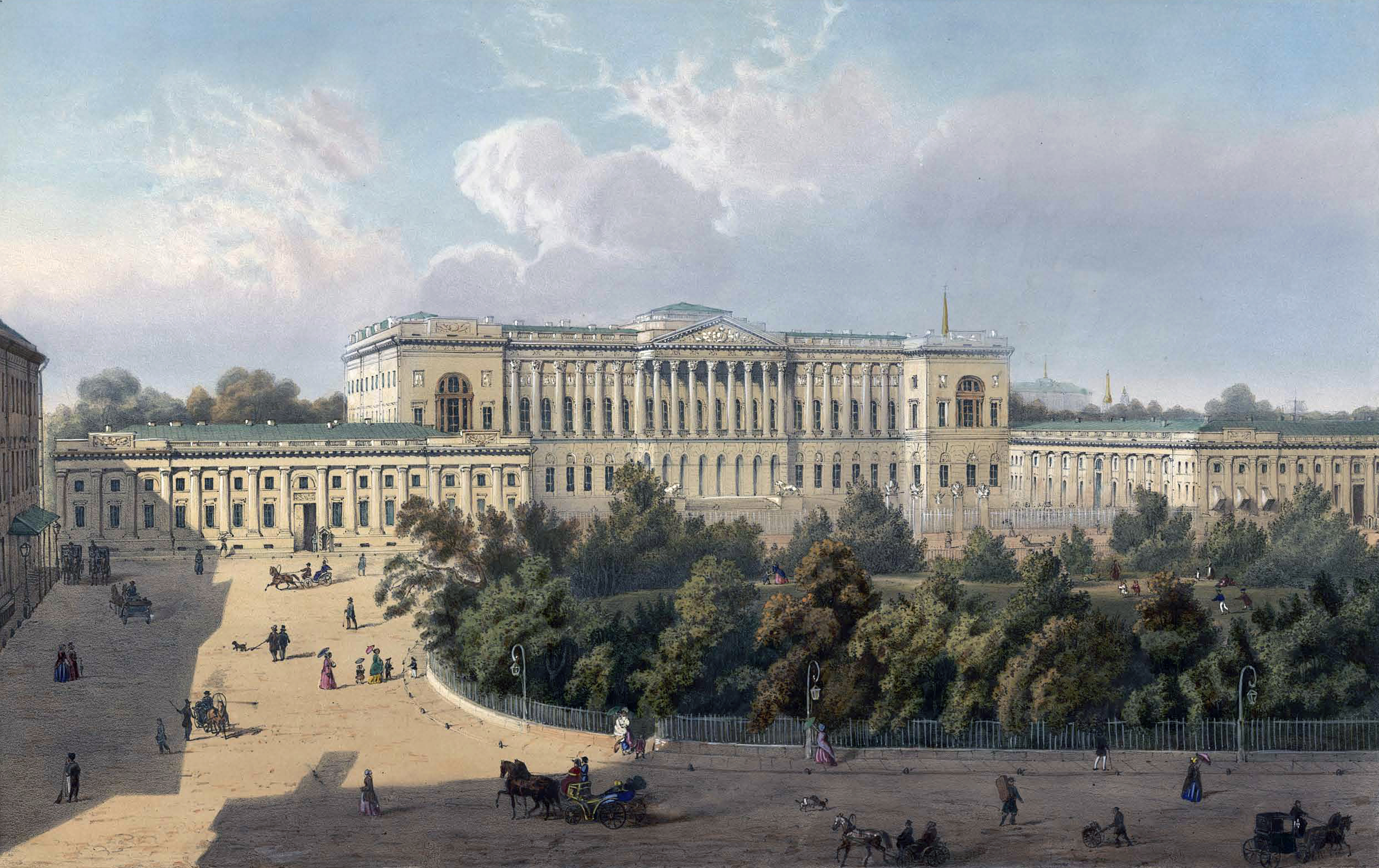
Piazza delle Arti con Palazzo Mikhailovsky in una litografia del XIX secolo su disegno di Iosif Iosifovich Charlemagne

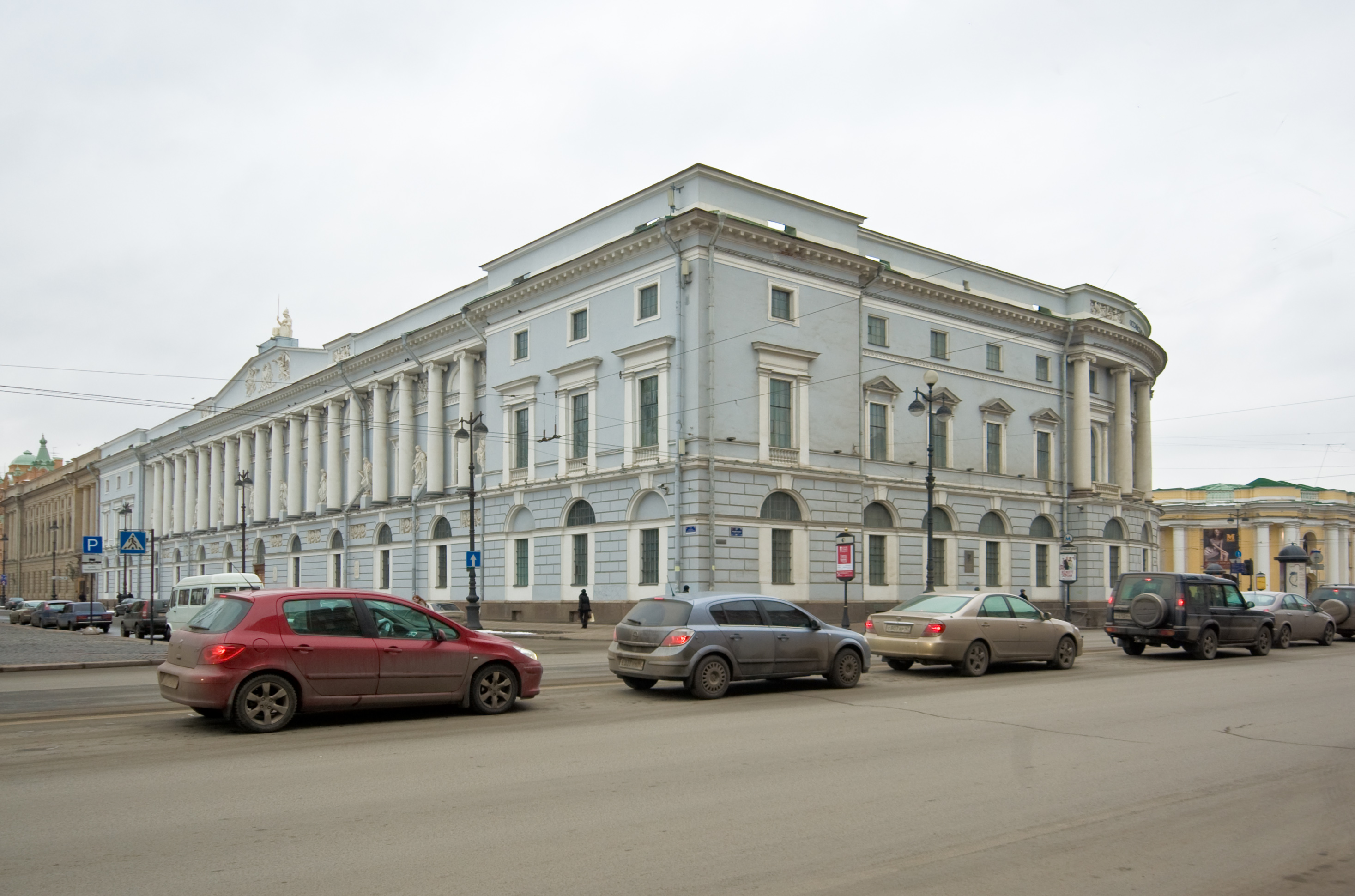
Biblioteca Nazionale Russa

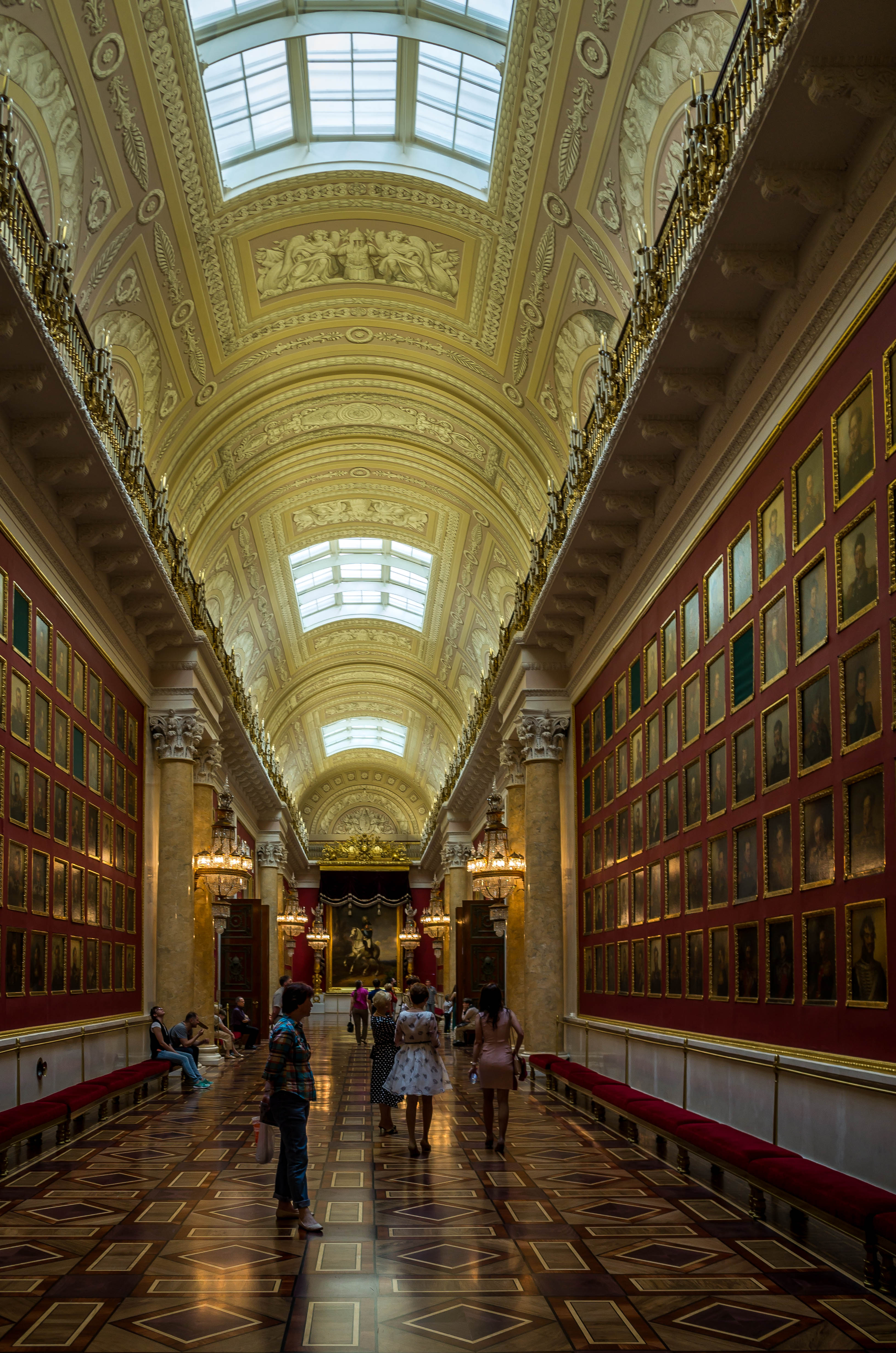
Galleria militare del Palazzo d'Inverno

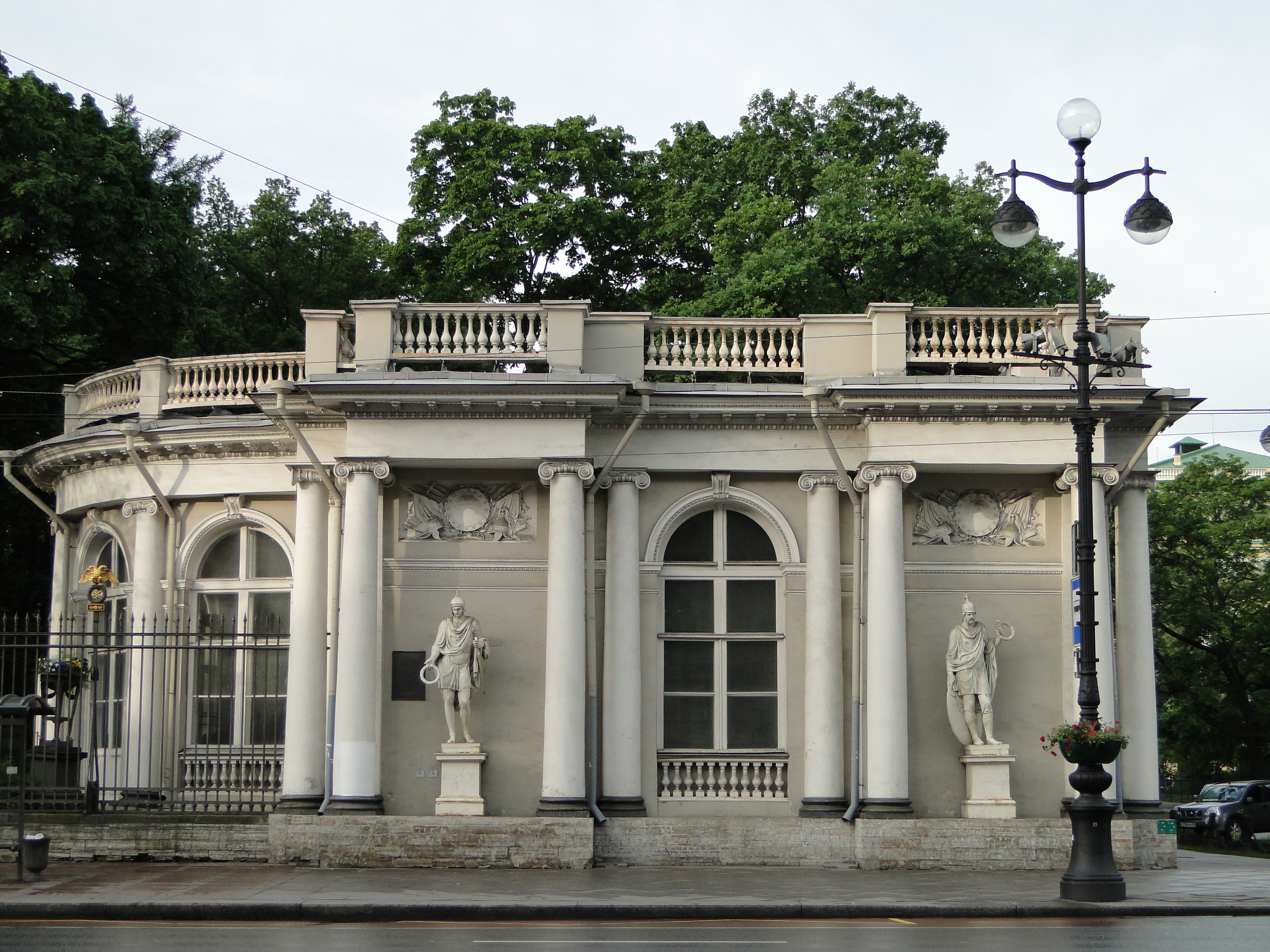
Padiglione di Palazzo Anichkov

- Padiglioni nel giardino e ricostruzione del Palazzo Anichkov (1816)
- Alcuni padiglioni, alcune stanze e la biblioteca della Reggia di Pavlovsk (1815-1822)
- Padiglione Rossi (monumento in onore dell'Imperatrice Maria Feodorovna, consorte dello zar Paolo I) della Reggia di Pavlovsk, eretto nel 1913 secondo il progetto di Rossi del 1816 dall'architetto Carl Schmidt e dallo scultore Vladimir Beklemishev
- Palazzo di Elagin con serra e padiglioni (1816-1818)
- Palazzo Mikhailovsky, sede del Museo Russo, con giardino, Piazza delle Arti ed edifici adiacenti (1819-1825)
- Piazza del Palazzo col Palazzo dello Stato Maggiore e l'arco di trionfo (1819-1829)
- Piazza del Senato con i Palazzi del Senato e del Sinodo (1829-1834)
- Piazza Ostrovsky con il Teatro Aleksandrinskij, il secondo edificio della Biblioteca Nazionale Russa e Via Teatro (ora Via Architetto Rossi) con il suo complesso di edifici (1827-1832)
- Padiglione della "Casa del caffè" nel Giardino d'Estate
- Padiglione Rossi e Ponte Rossi nel Giardino Mikhailovsky
- Galleria militare del Palazzo d'Inverno
- Ponte "del Teatro" o "Ponte Tripartito" sul Canale Griboedov
- Rinnovamento della Manege Mikhaïlovsky
- Ristrutturazione del Palazzo di Tauride insieme a Vasilij Petrovič Stasov come residenza per membri secondari della famiglia imperiale
- Restaurazione del Palazzo d'Inverno dopo l’incendio del 1837[8]

### Estonia
Tallinn

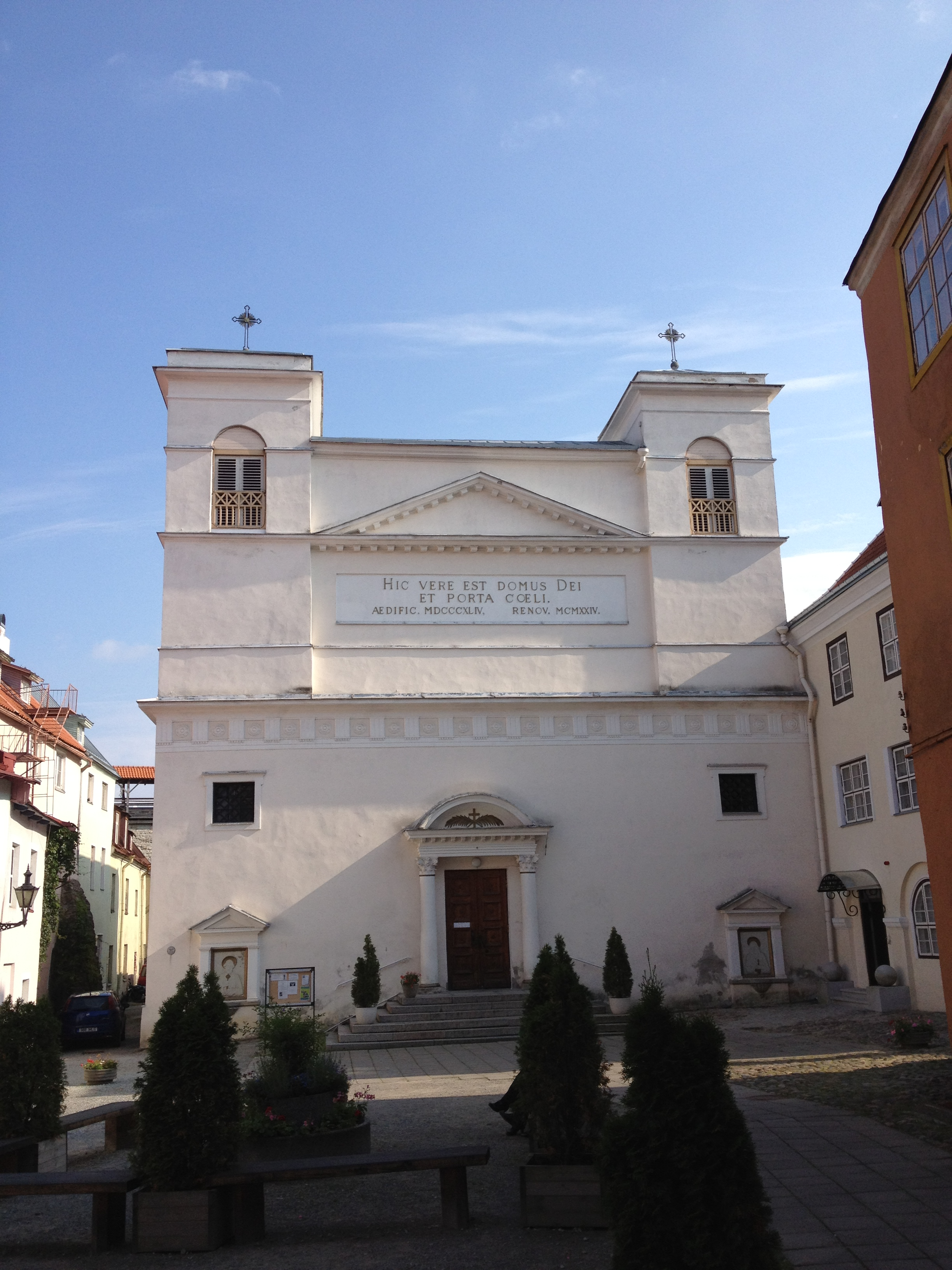
Cattedrale dei Santi Pietro e Paolo

- Cattedrale dei Santi Pietro e Paolo (1841-1845)

## Omaggi

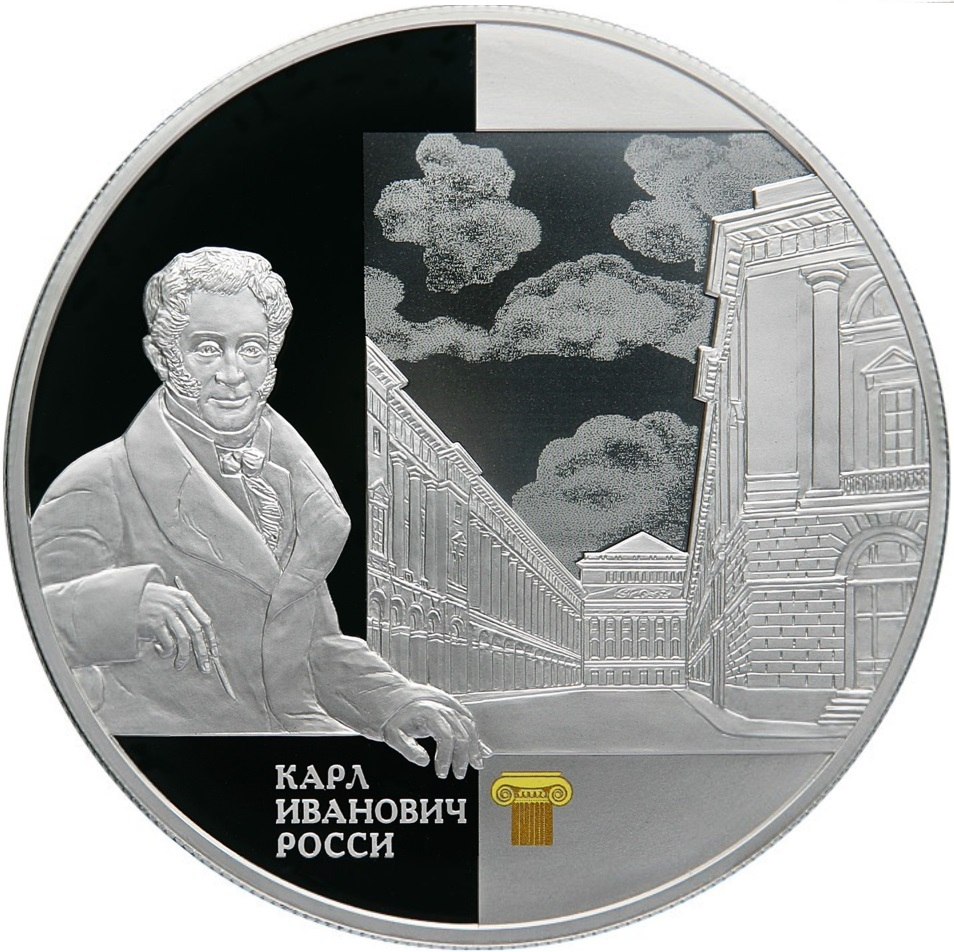
Moneta commemorativa della Banca Centrale della Federazione Russa dedicata a Carlo Rossi (2013)

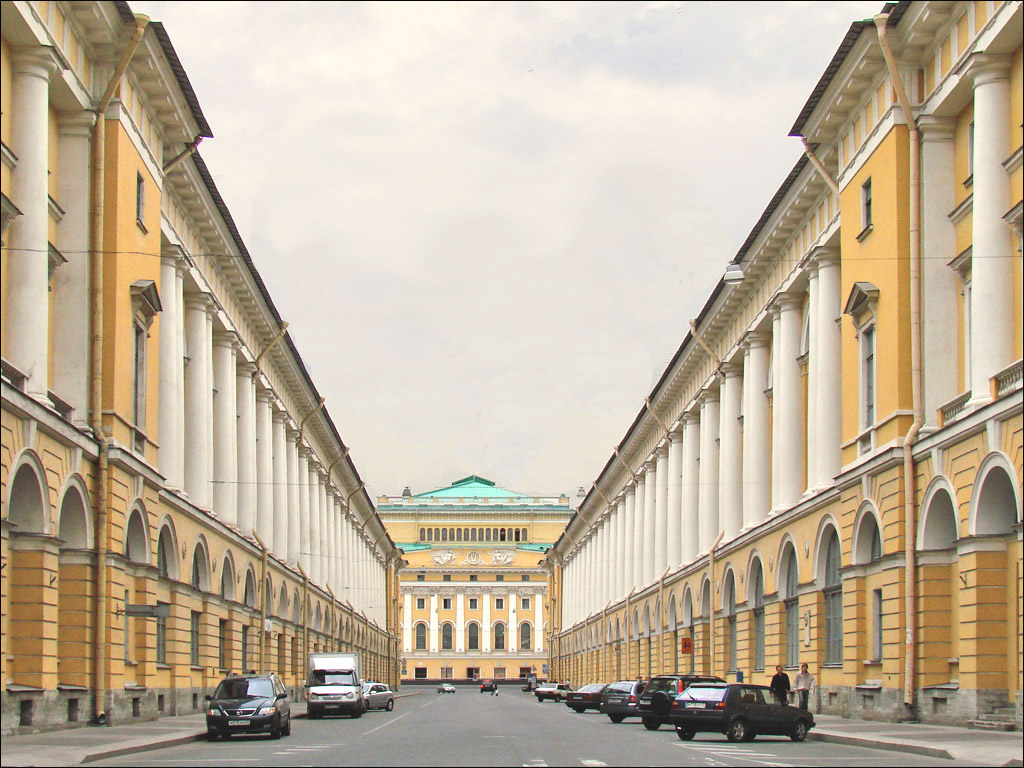
Via Architetto Rossi a San Pietroburgo

- Via Architetto Rossi, costruita dallo stesso architetto, a San Pietroburgo gli è stata dedicata
- Nel 1975 venne emessa una serie di cartoline postali commemorative in occasione del 200º anniversario della nascita di Carlo Rossi
- Nel 1978 gli venne dedicato l'asteroide 3969 Rossi, scoperto dall'astronoma sovietica Ljudmila Vasil'evna Žuravlёva
- Nel 2003, un busto di Carl Rossi è stato installato in piazza Manezhnaya a San Pietroburgo
- Un busto in bronzo di Carlo Rossi è stato inaugurato il 27 maggio 2003 nel Giardino Mikhailovsky
- La scultura di Carlo Rossi è inclusa nel gruppo scultoreo "Architetti", composto dalle statue di otto architetti iconici per San Pietroburgo e installato nel 2011 nel Parco di Alessandro di San Pietroburgo
- Nel 2013 è stata emessa una moneta commemorativa della Banca Centrale della Federazione Russa dedicata a Carlo Rossi con un valore nominale di 25 rubli

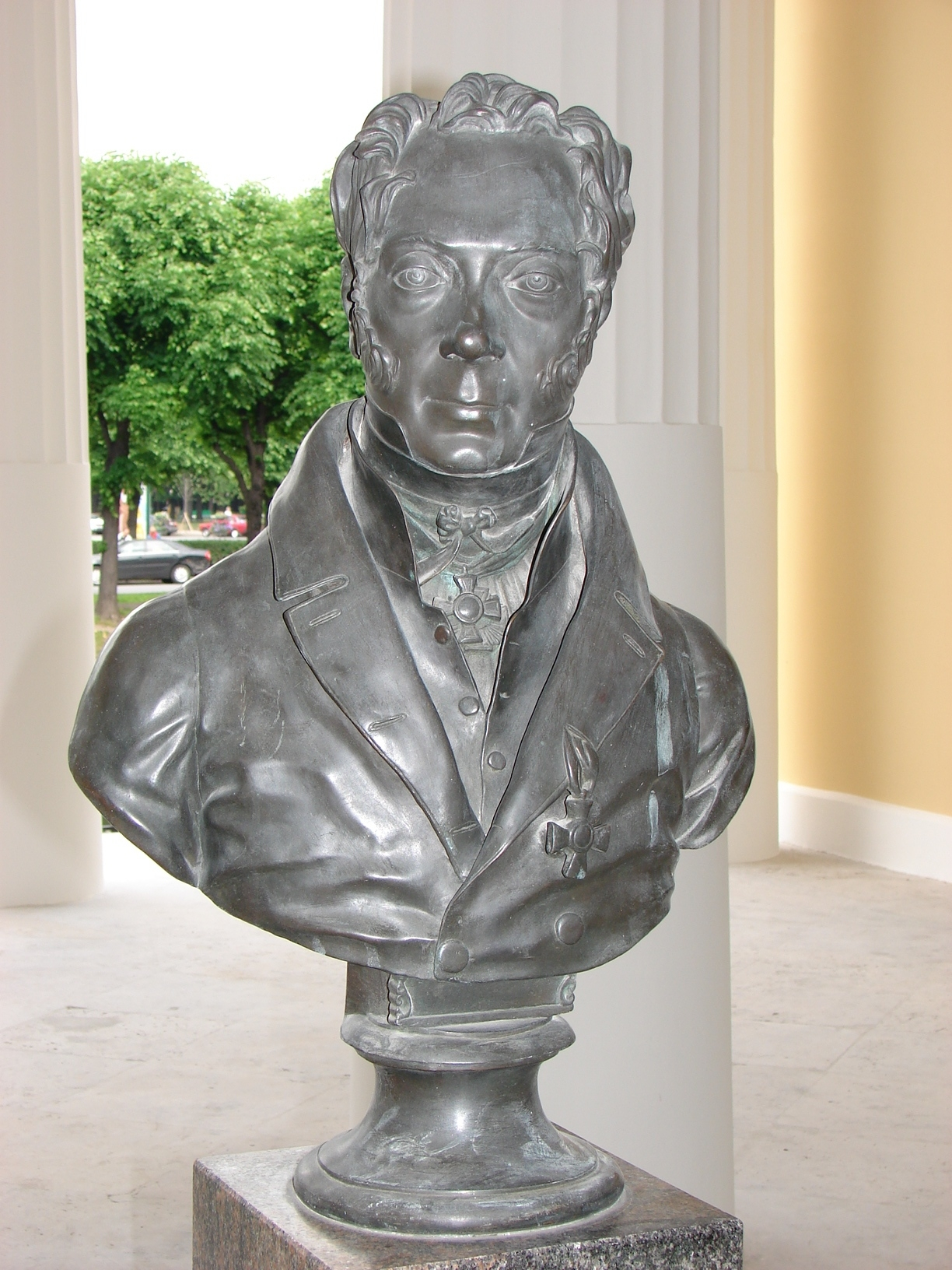
Busto di Carlo Rossi installato nel Padiglione Rossi del Giardino Mikhailovsky

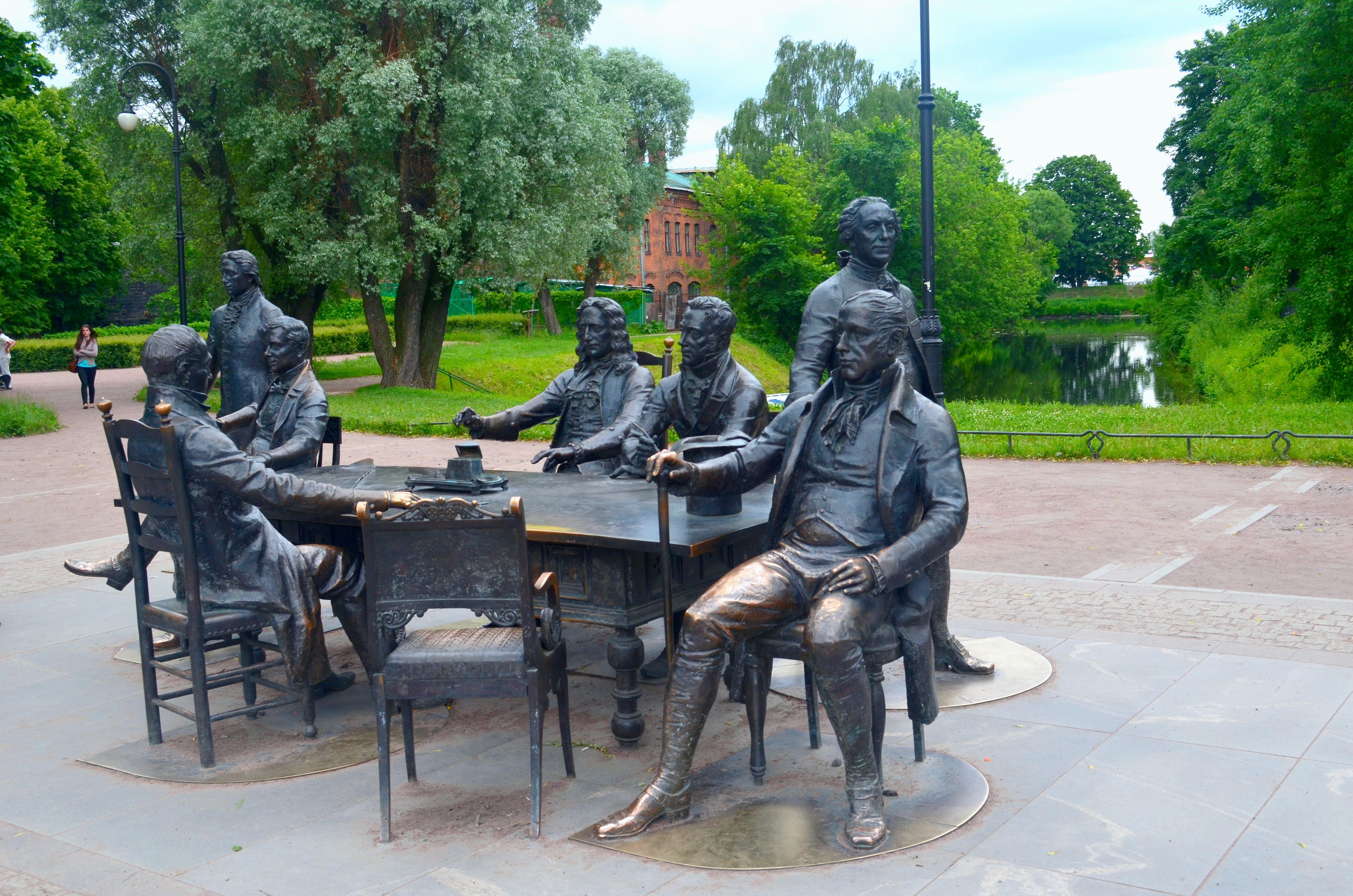
Carlo Rossi nel gruppo scultoreo "Architetti" nel Parco di Alessandro a San Pietroburgo

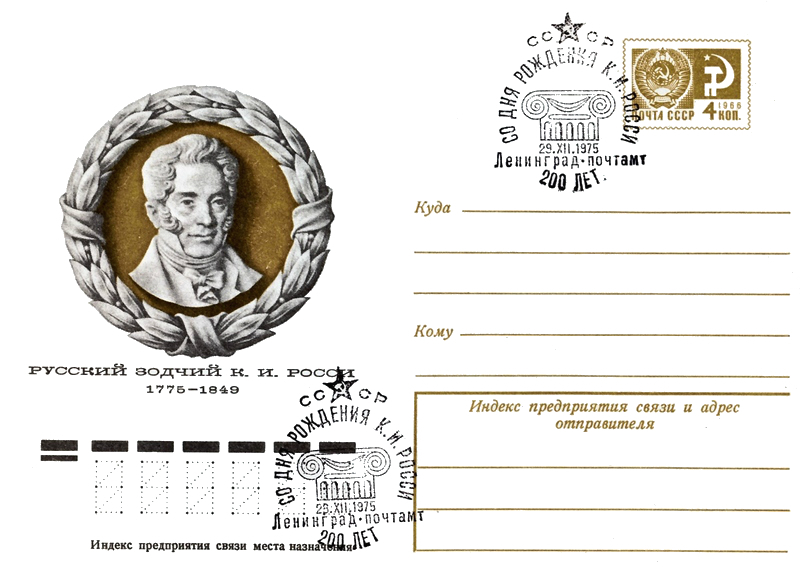
Cartolina postale dell'URSS, emessa nel 1975 in occasione del 200º anniversario della nascita di Carlo Rossi

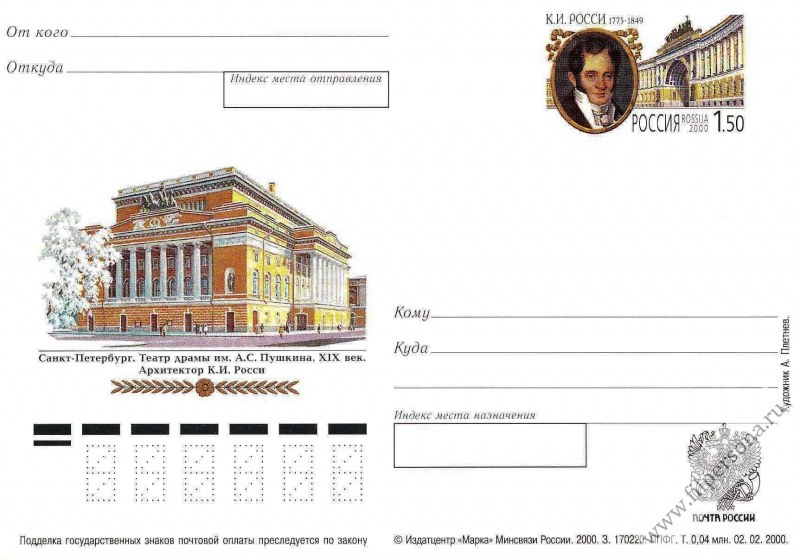
Cartolina postale dell'URSS, emessa nel 1975 in occasione del 200º anniversario della nascita di Carlo Rossi

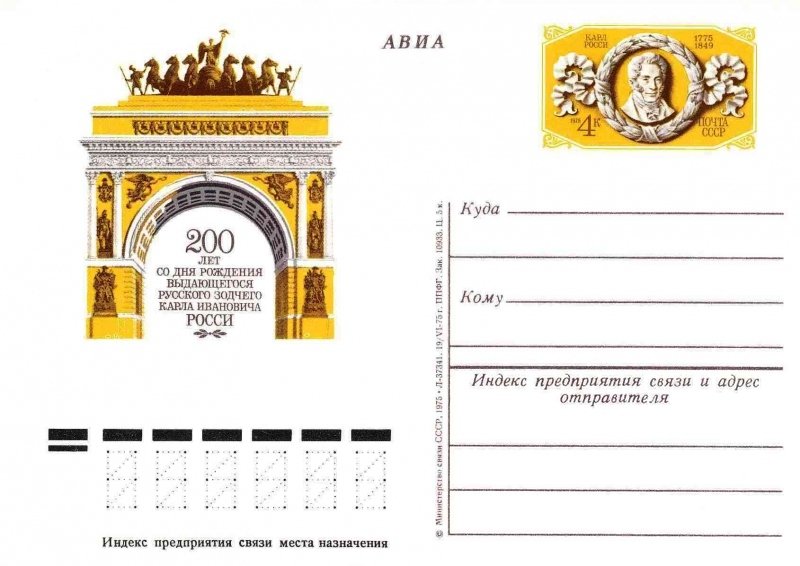
Cartolina postale dell'URSS, emessa nel 1975 in occasione del 200º anniversario della nascita di Carlo Rossi